# Торлецкие

## Торлецкие

### Род
Представители купеческой знати, крупные Московские домовладельцы, строительные подрядчики оставившие после себя большое наследие. На практике применяли предпринимательские навыки, доставшиеся им от основателя рода. Наиболее значимый исторический памятник — Терлецкий лесопарк (изначально Торлецкий), Терлецкие пруды, Новогиреево (бывший посёлок), представлявший собой первый в Российской Империи коттеджный поселок, в котором можно было купить дома по ипотеке.
Род прослеживается от Георгия Торлецкого, однако о нём практически ничего не известно за исключением одной записи в отчестве Логина Григорьевича Торлецкого.

### Логин Георгиевич Торлецкий
(ок.1770 — ~1844) Коммерции советник, городской голова г. Бобруйска, Минской губернии вплоть до 1826 г., Купец 1-й гильдии, имел 4 детей: Александр 1790 г. р., Василий 1800 г. р., Фома 1807 г. р., Трофим 1810 г. р. В 1817 году в г. Бобруйске, каменный дом, по оригинальному нетиповому проекту известного петербургского архитектора того времени Александра Егоровича Штауберта внутри крепости, заложил лишь городской голова купец Торлецкий. Этот дом сохранился, архитекторы, а вслед и местные краеведы именуют это здание именно так «Дом Торлецкого». Этот дом — не просто один из уцелевших жилых домов на территории крепости, он и был одним-единственным. В 1818 году (по другим сведениям 1822) строительство дома Торлецкого было закончено. Двухэтажный дом располагался в самом центре крепости, своим боковым фасадом он выходил на Соборную площадь. Декор фасадов соответствовал господствующему в ту пору классическому стилю. Стены первого этажа рустованы (штукатурка имитирует разбивку стен на горизонтальные полосы), арочными окнами, второй этаж — с гладкой стеной и прямоугольными окнами. Дом Торлецкого размещался справа от комендантского дома, слева размещался дом для чиновников комендантского ведомства с такими же фасадами, как и его дом. Бывший жилой дом купца Торлецкого: улица Теодора Нарбута, 12/11. Эти здания вместе с другими, сохранившимися и утраченными, составляли единый ансамбль Соборной площади. Архитекторы относят их к замечательным образцам градостроительного искусства первой половины XIX века.

ВЫСОЧАЙШЕ УТВЕРЖДЕННОЕ положение КОМИТЕТА Министров "О непредставлении к наградам за понижение цен при торгах и подрядах'
«В заседании 20 Апреля (1820 г.) заслушана записка Военного Министра от 16 Апреля за № 1911 (по Инженерному Департаменту) внесенная в журнал Комитета под № 726, о награждении медалями купца Торлецкого золотою и Еврея Вольфсона серебряною, за сделанное ими понижение цен против других подрядчиков при поставке для Бобруйской крепости разных материалов и припасов, чрез что Вольфсон доставил выгоды казне до 15.000 рублей, а Торлецкий более 50.000 рублей, и сверх того сей последний способствовал к успешному производству работ исправности в доставлении тех материалов и рабочих людей. Комитет признавая, что уступки в ценах, при торгах делаемые, быв основаны на собственных расчетах торгующихся, не должны почитаться для казны ни особою услугою, ни пожертвованием, полагал: Торлецкому и Вольфсону в медалях отказать, да и вообще постановить правилом, чтоб за понижение цен при торгах и подрядах, как за дело торговое, никого к наградам не представлять, на что и испросить предварительно Высочайшее соизволение. В заседании 4 Мая объявлено Комитету, что Государь Император на положение оного соизволяет. Комитет определил: сообщить о том всем гг. Министрам выписками из журнала.

Николай I был требовательным не только к должностным лицам и военным инженерам, но и к себе. В июле 1824 г. обрушились два свода казармы около Слуцких ворот. По результатам работы следственной комиссии 8 октября 1824 г. генерал-инспектор Николай Павлович издал приказ о наказании виновных. Половину суммы ущерба возмещал подрядчик купец 2-й гильдии Л. Торлецкий, который на основании пункта 2-го контракта должен „ответствовать за прочность работ“. Вторую половину суммы ущерба распределили „по соразмерности получаемого ими окладного жалования“ остальные виновные. Среди них оказались архитектор А. Е. Штауберт, допустивший ошибки в проекте, инспектор Инженерного департамента К. И. Опперман, предоставивший генерал-инспектору этот проект, и сам великий князь, который „не усмотрев архитектурной ошибки“ утвердил проект. Наказаны были также офицеры инженерной команды, которые „не с должным прилежанием и рачительностью наблюдали за порядком и аккуратностью работ. С жалования великого князя удержали 584 рубля 60 копеек.

“Высочайше утвержденное положение Комитета Министров, распубликованное 10 июня. — Об утверждении товарищества для устройства Бобруйского свеклосахарного завода.
Правительствующий Сенат слушали рапорт Г. Министра Финансов, что Его Императорское Величество, согласно рассмотренному в Комитете Гг. Министров представлению его, в 11 день минувшего Мая Высочайше утвердить соизволил товарищество, составившееся из Генерал-лейтенанта Кёльна, Подполковника Руканова, Инженер-капитана Теше и Почетного Гражданина Торлецкого, для устройства и содержания в Бобруйске свеклосахарного в большом виде, завода, на основании заключенного между ними условия. По означенному же условию первоначальный капитал товарищества определён в 50.000 руб., с разделением между помянутыми четырьмя лицами, на равные части и с тем, что в случае недостатка оного, для приведения завода в полное действие, товарищи увеличат вклады по общему усмотрению. До начатия действия завода, число участвующих, без особых причин и общего согласия, увеличиться не может; каждый из товарищей может передать пай свой в посторонние руки, но не иначе как с общего согласия и в таком только случае, если участвующие не пожелают принять участок его на том же основании, как оный передался бы постороннему. По окончании каждого года вырученная сумма должна быть разделяема между вкладчиками поровну, за исключением некоторой части барыша, которую предположено оставлять на увеличение заведения, если сие признано будет полезным по большинству голосов; управление делами товарищества поручится, по выбору участников одному из товарищей; в случае же невозможности к сему, определится особый управляющий, который и подчинится отчету на особо изложенных в условии правилах. Спорные случаи должны быть разбираемы окончательно и без доведения до судебных мест тремя посторонними посредниками. Остальные за тем пункты условия касаются до внутреннего управления заводом. Г. Министр Финансов объявил о сем Высочайшем повелении учредителям означенного товарищества. Донес об оном Правительствующему Сенату для обнародования».
Кирпичный завод Торлецкого начал работать на территории Бобруйска в 1831 году. Были построены деревянные строения для выделки кирпича, и для обжига кирпича — две печи. В ведомости о кирпичном заводе Торлецкого за 1833 год указано, что материалами, употребляемыми на заводе, являются глина и дрова. За год был изготовлен 1 миллион кирпичей, вся продукция была реализована на сумму 27 тысяч рублей. Непривычно для нашего времени звучат рабочие специальности — «кирпичедельцы», «глиномяты», «подвозчики к сараям», «глинообжигательщики» — всего 112 человек. Интересно, что «Ведомость о кирпичном заводе…» — отчёт за 1833 год — составлена рукой её владельца, который сам занимался и делопроизводством." В конце тридцатых годов предприимчивого купца государь император приглашает в Москву, где тот совместно с сыновьями Василием и Александром строит крупнейший в Москве кирпичный завод в Лефортовской части З квартала № 452; в 1843 году на заводе работало 832 рабочих и он давал доход 132.500 в год. Здесь они получают многочисленные крупные подряды на строительство зданий в центре Москвы, по чертежам архитектора К. А. Тона участвуют в строительстве таких объектов, как Большой Кремлёвский дворец, при строительстве которого они получали за тысячу кирпичей по 15 рублей, тогда как обычная цена была 12 с полтиной. 10 мая 1844 года поступает СЕНАТСКОЕ ОБЪЯВЛЕНИЕ О ЗАПРЕЩЕНИИ НА КИРПИЧНЫЙ ЗАВОД КОММЕРЦИИ СОВЕТНИКА АЛЕКСАНДРА ЛОГИНОВИЧА ТОРЛЕЦКОГО. В 1846 году завод ещё работал, но уже с 900 рабочими и владельцем его был Василий Логинович. В «Указателе Москвы» М. Захарова за 1852 год завод уже принадлежит его брату Александру Логиновичу.

### Василий Логинович Торлецкий
Родился в 1800 г. в г. Бобруйск. О Василии известно пока очень мало. В списках немногочисленных подписчиков, периодических изданий книг начала 19 века, обычно расположенных на их последних страницах, имеется и его фамилия, в 1829 г. он там записан как купец 1-й гильдии г. Бобруйска. В книге «Купечество России» (выпущенной институтом Российской истории РАН в 1997 году) на стр. 265 написано, что он был купцом 2-й гильдии и был избран в Строительный комитет г. Киева. В каком году он перебрался в Москву, пока не известно.
Трофим Логинович Торлецкий
Родился в 1810 году в г. Бобруйск. Жил в г. Киев, умер 19 февраля 1867 г., похоронен на погосте Печерской Ольгинской церкви, после себя наследников не оставил. Наследство досталось его братьям Василию и Александру.

### Александр Логинович Торлецкий

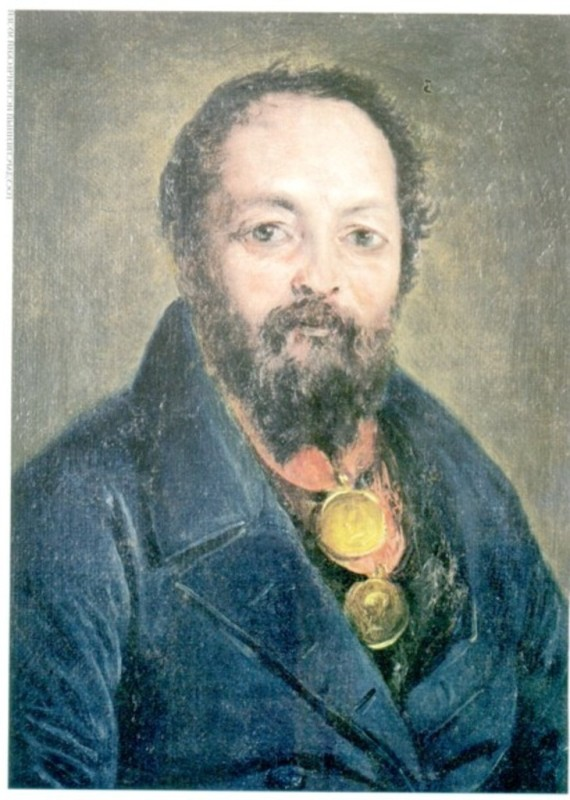
Александр Логинович Торлецкий (Тропинин. Этюд.19,5Х14,5 ГИМ, другой портрет 22Х17,5 кисти Тропинина находится Гос. музей изобразительных искусств Туркменистана

(1790−1859). Потомственный почётный гражданин получен — 5 января 1834 г. Коммерции советник- с 1839 г. С 1825 г. состоял купцом 2-й гильдии, а с 1826 г. 1-й гильдии. В ноябре 1832 года было принято решение о награждении его Золотой медалью за многолетнюю торговлю и лишь 4 июня 1833 года он был награждён ею на Анненской ленте с надписью «За усердие», Кавалер орденов Св. Анны III ст. −1851 г., Св. Анны II ст., Св. Станислава III ст. — 1856 г., Св. Владимира IV степени. По выбору общества от 20 марта 1825 года был депутатом торговли, с 12 марта 1826 года, сменив на этом посту отца, четыре выбора подряд избирался городским головой г. Бобруйска Минской губернии. Переехал в Москву, где Указом Московской казённой палаты от 24 ноября 1839 года за № 20125 с женою Ириной Фёдоровной (1805—1864) и сыном Александром причислен на 1840 год в Московское 1-й гильдии купечество. В 1844 г. ему принадлежат совместно с купцом Русиным Котельнические песчаниковые каменоломни с залежами дикаря, первоначально добывавшегося в двух приломах. В 1847 г. он приобретает здание на Воздвиженке, 1/ Моховой, 16/ Манежной, 13. построенное винным откупщиком Георгием Алексеевичем Хавским. В 1851 году состоял членом совета в «Совете Московского художественного общества» под председательством Г. А. Закревского.
Ему и некоему господину Ивану Синебрюхову царское правительство дало колоссальные подряды на поставку леса для строящейся железной дороги Москва — Санкт-Петербург, также на строительство Николаевского (Ленинградского) вокзала на Каланчёвке, где он являлся единоличным подрядчиком, постройку с чистой отделкой всех промежуточных станций и локомотивных зданий (депо), складов, сараев и других необходимых станционных строений на всем протяжении Южной дирекции, которые исчислялись в сумме 1 500 000 р. сер. Сооружение Петербургско-Московской железной дороги началось в 1843 году. Официальное открытие движения состоялось 1 ноября 1851 года. За это он был награждён званием Коммерции советника в 1851 г. Только на этих поставках и подрядах он получил более трёхсот тысяч рублей, а всего ему удалось выкачать из казны полтора миллиона. Про него есть строки в стихотворении «Железная дорога» Николая Некрасова
В синем кафтане — почтенный лабазник,
Толстый, присадистый, красный как медь,
Едет подрядчик по линии в праздник,
Едет работы смотреть…
Праздный народ расступается чинно…
Пот отирает купчина с лица
И говорит, подбоченясь картинно:
Ладно… нешто… молодца!. молодца!
С Богом, теперь по домам, — поздравляю!
Шапки долой, коли я говорю!
Бочку рабочим вина выставляю
И недоимку дарю!. 
На вырученные деньги он купил участок земли, на котором находились три каменных строения на улицах: Рождественке (владение номер 6), по Пушечной — 9, по Кузнецкому мосту — 20, в том числе Артиллерийское депо. Купил с правом сломать и на их месте построить доходный дом с квартирами и лавками, что и было сделано. Сами Торлецкие в этих домах не жили, а сдавали в аренду под жильё и таким известным фирмам как книжный магазин Готье, музыкальный магазин Циммермана, гостиница Захарьина. В 1852 г. построил и владеет гостиницей «Петербург» (Каланчевская ул., д.11), (здание не сохранилось). В ней в 1855 г. останавливался хирург Н. И. Пирогов, и несколько раз — в 1884, 1890 и 1891 гг. — писатель Г. И. Успенский. Также в 1852 году он покупает имение и село Косьмодемьянское, которое располагалось на берегу речки Химка рядом с Петроградским шоссе, вблизи от станции «Химская», располагавшейся на 18-й версте от Москвы, которая была первой на этом пути железнодорожной станцией Николаевской железной дороги. Своё имя село получило от церкви Косьмы и Дамиана. Единственная улица села, на которой стояла церковь, называлась Кузьминкой. В то же время приобретается село Гиреево (ныне Новогиреево) с 3 крестьянскими дворами.
Кокорев В. «Экономические провалы по воспоминаниям …» писал:
Несколько патриотических лиц из среды купечества, испуганных вторжением Французов в дело русского народного труда и предвидевших, что Россия снова попадется в ловушку иностранной экономической интриги, обратились с разъяснением своих опасений к графу Закревскому, пригласив и меня к участию в их совещаниях. Граф выразил полное сочувствие к нашим словам и добавил от себя: «Зачем нам прибегать к каким-то иностранным капиталам, когда у нас есть все нужное для постройки дорог дома: железо на Урале, лес, песок и щебенка повсюду, с массою рук, ожидающих работы во всех деревнях? Поезжайте к Чевкину дня через три, а я его увижу и предупрежу о вашем посещении». Мы решили, что ехать целой гурьбой неудобно, а лучше кому-либо одному, дабы можно было говорить прямее и свободнее. Выбор пал на известное Чевкину лицо Торлецкого, который был очень хорошо знаком и с А. П. Ермоловым и просил его предварительно переговорить с Чевкиным, назначенным уже за несколько месяцев до коронации главноуправляющим путей сообщения, вместо графа Клейнмихеля. Чевкин очень любезно принял Торлецкого, внимательно выслушал и сказал: «Ничего не могу сделать, мой миленький (обычная поговорка Чевкина), потому что дело с французами облажено и условлено в Париже князем Орловым, во время заключения мира. Нахожу возможным хлопотать только об одном, чтобы правление железных дорог было не в Париже, как было предположено, а в России». Этого последнего результата Чевкин достиг года через два, но не даром, а по случаю выдачи каких-то многомиллионных ссуд Главному обществу, выторговав у него изменение в уставе о переводе правления из Парижа в Петербург.

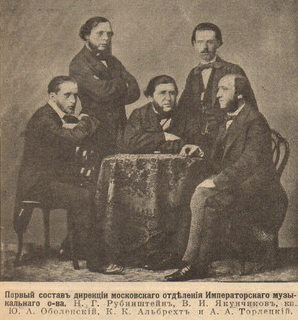
Александр Александрович Торлецкий. Вырезка из журнала Искры от 11 марта 1912 года

### Александр Александрович Торлецкий
(1826—1899 г.), личный дворянин. родился в г. Бобруйск Минской губернии, сын Александра Логиновича Торлецкого и Ирины Федоровны.
"Торлецкий Александр Александрович, 41 год, Поч. Гр., в (Московском) куп. состоит с 1867 г., а отец его (Александр Логинович) с 1840 г. Жит. Тверской части 2 квартала, в соб. доме. Занимается казёнными и частными подрядами. Имеет дома в Городской, Тверской и Мясницкой. частях и лесные дачи, Новгородской губернии, Валдайского уезда, при селе Скокове; Тверской губ., Вышневолоцкого уезда, при селе Перелесове, с деревнями и Моск. уезда, 2 стана, при селе Гиреево. Состоит Почётным старшиной Александринского в Москве детского приюта, с 5 марта 1860 года; Почётным старшиной открытого им детского в Москве приюта его имени. С 29 июля 1860 г.; казначеем Московского Совета Детских Приютов; в семействе его состоит сын: ИВАН 9 лет"

Крупный московский домовладелец, московский выборный и городской гласный, член Московской земской управы, книгоиздатель, один из первых Русских фотографов, радетель музыкального образования в России, меценат, с 1863 по 1881 один из директоров Московского отделения Императорского Русского Музыкального Общества, наряду с такими знаменитыми людьми как Н. П. Трубецкой, Н. Г. Рубинштейн, С. М Третьяков. Пожертвовал на строительство и принимал непосредственное участие в основании Московской Консерватории, открывшей 1 сентября 1866 года свои двери. Одарённые студенты которой получали стипендии от Русского Музыкального Общества, Фонда В. П. Боткина, Московской городской думы, от частных лиц — Д. В. Разумовского, С. М. Третьякова, А. А. Торлецкого, Н. Г. Рубинштейна, князя В. Ф. Одоевского. Был приятелем П. И. Чайковского, который даже рассматривал вариант покупки дачи рядом с его имением в Козьмодемьянском, близ станции Химки, но поторговавшись передумал. Состоял в родстве с С. С. Прокофьевым. Был близок ко двору.  Состоял членом Общества Любителей коммерческих знаний, находящееся в Коммерческой Академии. Имел собственную Типографию «…для фотографического печатания литографическим и типографическим прессами». Свидетельство получил 18 ноября 1871 г. расположенную на Кузнецком мосту в собственном доме, работал сначала с братом жены капитаном 2-го Псковского лейб-драгунского Её Величества полка Михаилом Григорьевичем Териховым, Свидетельство на совместные работы было выдано 1 апреля 1873 г. за № 658, впоследствии самостоятельно. В начале июля 1875 г. заведение Торлецкого было переведено во 2-й квартал Тверской части, на Моховую улицу, в дом Елены Григорьевны Торлецкой. В данной типографии любил печатать свои произведения Л. Н. Толстой, где были напечатаны такие произведения как его «Азбука». «Детство, о, ю». На Политехнической выставке 1872 г. в Москве он получил Большую серебряную медаль за стереоскопические виды и серебряную медаль за фотолитографические работы. У Торлецких было имение и в Крыму в г. Ялта Аутская улица 102 (ныне улица Кирова). В 1882 году Александр Александрович был избран членом комиссии заведовавшей Ялтинским городским садом. Как пишет Людмила Иванова, из Ялтинского историко-литературного музея. Дмитриевские чтения, в статье «История городского сада Ялты»."Для заведования горсадом создали комиссию, которая месяц спустя в докладе Ялтинской городской думе сообщала: «Все принято по описи, приведено в порядок и совершенно готово к приёму публики: 1. Комиссия просит открыть сад 2 мая 1882 года и на первый раз пригласить оркестр военной музыки за недорогую плату, переговоры с оркестром поручить А. А. Торлецкому, а расходы покрыть за счет платы за вход.» Стремительно растущей Ялте стало не хватать воды. В Управе всё чаще стал обсуждаться вопрос о приобретении новых источников. На заседании Ялтинской городской думы в октябре 1880 года было принято решение об устройства дополнительного водопровода. Тогда впервые речь зашла о приобретении у А. А. Торлецкого источника «Панагия». Ялтинская городская дума ходатайствовала «об испрошении Именного Высочайшего Указа на отчуждение из владений жены потомственного гражданина Торлецкой участка земли, с расположенным на нём источником Панагия, для надобностей водоснабжения города». Источник был отчужден в 1889 году. Таврический губернатор камергер Всеволожский А. Н., сообщая городскому голове об Указе императора, выразил желание осмотреть источник в присутствии городского общественного управления и санитарного врача. Комиссия в составе: барона А. Л. Врангеля, Ф. Т. Штангеева, И. В. Дьяконова, и К. Р. Овсяного при участии А. А. Торлецкого осмотрела источник. https://web.archive.org/web/20111107192201/http://yaltavodokanal.com.ua/?page_id=118 . В 1888 году продаёт своё крупное домовладение на Кузнецком мосту ныне ул. Рождественка дом 6, 9, 20 стр. 1 врачу-терапевту Г. А Захарьину. Деньги жертвует на благотворительность. документ № 802. от 7 мая 1888 года. -Высочайше утверждённый всеподданнейший доклад Главноуправляющего О принятии капитала пожертвованого ппг Торлецким в пользу Московского детского приюта его имени. «ппг Торлецкий, учреждая в 1860 году в Москве детский приют на 100 детей, с сиротским при нём отделением на 10 мальчиков сирот, выразил желание ежегодно жертвовать на содержание приюта и его отделения по 2000 р. Для дальнейшего обеспечения существования приюта с сиротским при нём отделением, ппг Торлецкий внес, в феврале 1888 года, в Московский совет приютов процентными бумагами 42.000 р. с тем, чтобы проценты с этого капитала употребились на содержание учрежденного им детского приюта ппг Торлецкого, а капитал, обеспечивающий ежегодный доход в 2.000 руб., оставался неприкосновенным на вечные времена. С соизволения Государыни Императрицы, на принятие сего пожертвования с изложенными условиями Главноуправляющий всеподданнейше спрашивал Высочайшее Его Императорского Величество разрешение. Государь Император, в 7 день Мая 1888 г., на это всемилостивейшее соизволил.»

В 1894 году продаёт здание на Воздвиженке, 1/ Моховой,16/ Манежной,13/ князю Григорию Григорьевичу Гагарину — сыну вице-президента Императорской Академии художеств (кстати, тоже Григория Григорьевича) и перебирается в г. Одессу. В 1895 году читает там лекции на занятиях фотографических курсов в фотоотделе ОО РТО, в 1897 году избран членом правления Одесского фотографического общества, в 1898 становится товарищем председателя ОФО, на 1899 год его снимают из товарищей и в последний раз 3 апреля избирают его в члены. После чего, его фамилия из списков пропадает. Скорее всего, следует считать этот год, годом его кончины.
Жена — Елена Григорьевна Терехова, дочь штабс-капитана, кавалерственная дама. Занималась благотворительностью, в 1865 году была одной из учредителей «Общества поощрения трудолюбия», которое в 1868 году вошло в Ведомство Императорского Человеколюбивого общества. Содержала вместе с А. Н. Стрекаловой на свои средства по всей Москве сеть дешевых народных столовых, в том числе и знаменитую народную столовую на Хитровом рынке на 1000 человек, где питались бедняки. В 1870 г. при Обществе Поощрения Трудолюбия, состоящем под Августейшим покровительством Государыни Императрицы Марии Федоровны, возникло на средства, первоначального пожертвования г.г. Торлецкими, Попечительство о недостаточных ученицах Консерватории, и при нём — дешевые квартиры для учениц, широко субсидируемые ученической кассой Консерватории, которые предоставляли дешевые помещения значительному числу беднейших учениц, оторванных от семьи и домашнего крова. предоставляло помощь бедным студенткам консерватории, обеспечивая их почти бесплатным жильём, питанием, музыкальными инструментами. Это начинание особенно поддерживал композитор и пианист Антон Григорьевич Рубинштейн.
С 1873 года по адресу ул. Моховая д. Торлецкой, вплоть до революции у неё была типография Общества распространения полезных книг, В 1901 году на ул. Шелапутинской в доме Торлецкой находился детский приют её имени «Торлецкий», с сиротским отделением для мальчиков. Умерла до 1906 г.
Дочь — (приёмная) прижитая до брака — Ольга Торлецкая (20 января 1854 — 2 марта 1901 гг.). В 1872 г. вышла замуж за присяжного поверенного Василия Александровича Назарова и переехала в дом Торлецкого на Моховой, напротив Экзерциргауза. Похоронена на территории Храма Спаса Нерукотворного в Гирееве (Перове), могила сохранилась, стоит памятник. Вместе с мужем были крупными Московскими благотворителями.
Дочь — Людмила Александровна Торлецкая. Родилась в 1864 г. 1 раз вышла замуж за дворянина штабс-капитана Александра Константиновича Истомина. во второй раз в 1888 году за капитана 2 ранга Рончевского Константина Даниловича. Попечительница ремесленной школы для портных им. «Торлецкой» располагавшейся на ул. Моховой в д. Торлецкой. 3 муж — доктор медицины Артур Бурваръ, Умерла в 24 февраля 1894 г. во Франции в Каннах. С нею, меньше чем через год −22 октября 1895 г. , был похоронен её малолетний сын Артемий, проживший всего 1 год 10 мес. От Рончевского был сын Владимир которого усыновил Истомин.
Из предписания Московской казённой палаты от 23 марта 1870 г .за № 5414 видно, что детям потомственного почётного гражданина Александра Александровича Торлецкого, прижитыми до брака сыну Ивану и дочери Ольге по именному высочайшему указу данному Правительственоому сенату 16 сентября 1862 г., дозволено принять фамилию отца и вступить во все права и преимущества по роду и наследию законным детям принадлежащие.
11 августа 1870 г.

### Александр Васильевич Торлецкий
(1835- 26.10.1900 гг.) Двоюродный брат- А. А. Торлецкого. Потомственный почётный гражданин. Купец 2-й гильдии. Судя по кн. — «Адрес-календарь 1868 г.» и «Адреса московских купцов 1-2 гильдий». жил в Сретенской части 2-квартал дом Шапова. В 1900 г. - адресная кн. «Вся Москва» - жил на ул. Долгоруковская дом Хрусталевой, и, согласно кн. «Московский некрополь», похоронен на Миусском кл. г. Москва.
Жена — Керцелли Софья Ивановна р. 25.05.1847- ум.1920 г. в г. Шахты у дочери Лидии.
Дети: Василий 1868—1930, Николай 1880—1925, Сергей 1877—1938 и Лидия 1885—1968.

### Иван Александрович Торлецкий
(4 августа 1859 г.- ~1917).

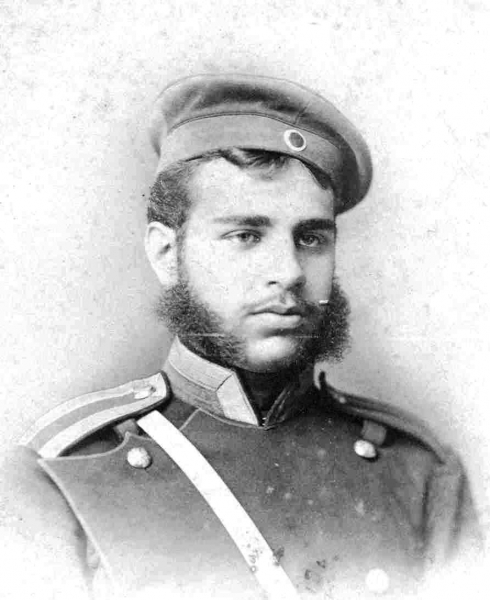
Иван Александрович Торлецкий в 1880-х.

 сын Александра Александровича Торлецкого. Потомственный Почётный Гражданин, Хорунжий  1-го Донского Казачего Генералиссимуса Князя Италийского, графа Суворова полка, в последствии сотник. В московском купечестве состоял с 1892 года и имел 2 гильдию. Торговал сеном, овсом и мучным товаром в доме Алексеевского монастыря Пречистенской части 1 уч. по Остоженке, с 1894 г. в Лефортовской части 1 уч. Гавриков пер. в доме Лохина. Был преподавателем портновской Торлецкой школы на Моховой.

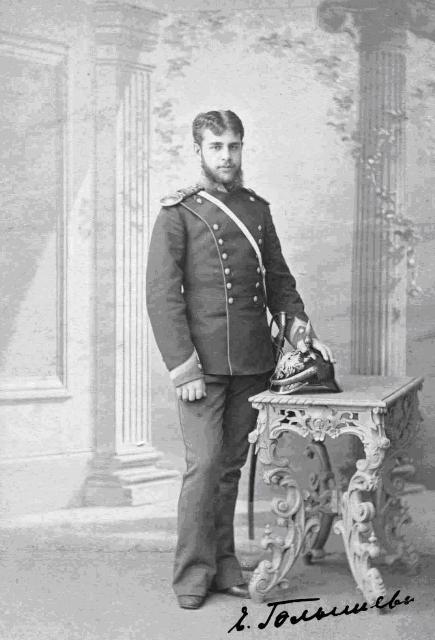
Иван Александрович Торлецкий. Хорунжий Войска Донского, воевать не пришлось, но форма ему была к лицу, а с годами его все принимали за генерала.

По воспоминаниям Бахрушина Ю. А. " Фактически владельцем имения в моё время был Иван Александрович Торлецкий, единственный сын, боготворимый стариками-родителями. <…> Обаятельный, прекрасно воспитанный красавец с волнистой седеющей бородой, с голубыми задушевными глазами, глядевшими сквозь изящное пенсне. Одет он всегда был в мягкую белую шёлковую рубашку-косоворотку, в сапоги, в казацкие шаровары с красными лампасами и с казачьей фуражкой на голове. Торлецкие не были казаками, но Иван Александрович в молодости обязательно захотел быть казаком. По законам казачества это можно было сделать, приписавшись к какой-либо станице, а для этого необходимо было внести в казачий округ крупный денежный вклад. Родители Торлецкого задумались, но Иван Александрович был непреклонен в своём желании. Делать нечего — пришлось старику внести что-то около ста тысяч золотыми рублями, и его сын стал казаком " так он получил чин хорунжего Войска Донского с. Константиновское.
В Сборнике документов «КРЕСТЬЯНСКОЕ ДВИЖЕНИЕ В РОССИИ в 1901—1904 гг.» изданном в 1998 году в издательстве «Наука», описывается ситуация с владениями Торлецких под Вышним Волочком, Имение это (С. Быстрое) переуступленно (Ермоловым) купцу Торлецкому, который, по согласованию с крестьянами пречислил их в государственные крестьяне, водворенный на собственных земляхь, за что перевел на них долг Московскому Опекунскому Совету 66,360 руб., в уплату коего крестьяне ежегодно вносят 4168 р.80 к., что на тягло приходится 4р. 17к., сверх того крестьяне выплачивают сумму 51563р. 72 к., полученную помещиком от Торлецкого, каковой выплатили уже 35000р., а в платеже остальных 16563 р. 72 к. остановились по причине возникшей между ними и Торлецким тяжбой.
ТВЕРСКАЯ ГУБЕРНИЯ № 79 декабря 14 1903 г. — Донесение и. д. тверского губернатора С. К Хитрово министру внутренних дел В. К. Плеве о порубке крестьянами деревень Терелесово, Колокольня, с. Осеченка, Тверстянка (Гверстянка) Вышневолоцкого у. спорного с помещиком Торлецким леса. Доверенный хорунжего Войска Донского Торлецкого, дворянин Терехов обратился 25 числа минувшего ноября к губернатору с прошением, в коем, ходатайствуя о принятии мер к воспрещению крестьянам деревень Терелесово и Колокольня Вышневолоцкого у. хищнической рубки дров в дачах его доверителя, объяснил, что рубка леса производится на пространстве около 500 дес., начата таковая с 10 ноября и не прекращается, несмотря на протесты служащих у Торлецкого, которым они оказывают массовое сопротивление. Ввиду этого заявления мною предложено уездному исправнику и местным земским начальникам 5-го и 6-го участков принять совместно самые энергические меры к прекращению самоуправства крестьян путём воздействия на них и внушения той ответственности, которой [они. — Ред.) могут подвергнуться за свои незаконные действия. В ответ на эти предложения земский начальник 6-го участка Вышневолоцкого у. представил от 12 декабря сведения, из коих видно, что крестьяне дер. Терелесово действительно поделили между собою участок собственной, но не надельной земли мерою до 5 дес. для рубки леса, необходимого для собственного топлива. При этом земский начальник объяснил, что как он лично и на месте убедился, не представляется возможным определить, кому именно принадлежит лес, разделённый крестьянами для рубки, то есть крестьянам или Торлецкому. так как никаких межевых признаков нет. Вообще надельные земли крестьян дер. Терелесово, равно как и других деревень, составлявших вотчину помещика Ермолова, не отмежеваны, как бы следовало, и крестьяне давно уже ходатайствуют о проверке границ их владения, но Торлецкий почему-то до сих пор их желания не исполняет. Между тем сегодня от другого доверенного г. Торлецкого — губернского секретаря Белова — мною получена телеграмма о том, что крестьяне 13 деревень составляют 14 декабря приговор о завладении всеми имениями Торлецкого в количестве 28 ООО дес. земли, а терелесовские крестьяне приступят 15 числа к рубке леса в дачах Торлецкого. Ввиду сего я в предупреждение могущих при таковом положении дела возникнуть беспорядков распорядился командировать сегодня же на место возникших недоразумений непременного члена губернского присутствия кн. Путятина, поручив ему подробно выяснить положение дела и при содействии местных уездного исправника и земского начальника принять самые энергические меры к недопущению крестьян до самоуправства, о последующем же представить мне подробные сведения. О вышеизложенном долгом считаю довести до сведения вашего высокопревосходительства и при этом присовокупить, что о дальнейшем ходе настоящего дела я буду иметь честь донести дополнительно 176. И. д. губернатора С. Хитрово.
Торлецкий — 50-летний респектабельный джентльмен "с волнистой седеющей бородой, с голубыми ласковыми глазами. Его отец сколотил миллионное состояние на винных откупах, строительных подрядах, сдаче в аренду недвижимости на Кузнецком мосту. За активный бизнес даже получил звание советника коммерции. А вот сын на протяжении почти полувека вел жизнь жуира, покорителя женщин. Ещё в 1890-х годах он построил рядом со старой отцовской усадьбой коттедж в английском стиле — с водопроводом, канализацией, электричеством. Слыл хлебосольным хозяином, у которого не переводились гости.
Первой женой Ивана и матерью Александра, была дочь умершего контр-адмирала князя Павла Петровича, Екатерина Павловна МАКСУТОВА, брак состоялся в 1883 году 16 января, и расторгнут 02 апреля 1908 года по причине неверности мужа и вхождения в новый брак. умерла в селе Башка, остров Крк, Хорватия 27.03.1934, По второму мужу, за которого вышла в эмиграции, имела титул Баронессы и фамилию Штемпель (Katarina Stempel). Ранее, не дав развода Ивану Александровичу, она с маленьким сыном в 1892 г. уехала в Петербург и судя по адресной книге 1901 года жила на Театральной пл. д 10. после приживалкой Ивана, была с 1892 по 1906 год Мария Степановна Воронина (Файдыш).
Второй законной женой И. А. Торлецкого с 1908 года была Елена Васильевна Бух «Лиля» — в дачном доме которого Владислав Ходасевич находил убежище в самые трудные дни. И 15 августа 1909 г. писал Е. В. Торлецкой: «От чеховщины меня тошнит (извините), а живу я, кажется, по-чеховски. И письмо это — чеховское, и Гиреево — место чеховское. Да я-то, черт побери, не чеховский» (Русская литература. 1992. No 2. С. 193). В 1922 г. он надписал ей кн. «Путём зерна»: "Елене Васильевне Торлецкой (Бух), на память о четырнадцати годах нашего знакомства Владислав Ходасевич. Елена Васильевна Торлецкая позднее стала женой художника Владимира Милашевского., соседа Ходасевича по Дому искусств в Петрограде. Так что продолжение знакомства поэта с ней, возможно, связано уже с приятельством с Милашевским. 0 знакомстве с Ходасевичем В. Милашевский пишет в своей мемуарной книге «Вчера, позавчера…» (М., 1989). Архив хранится у вдовы Милашевского Ариадны Ипполитовны Милашевской

### Александр Иванович Торлецкий

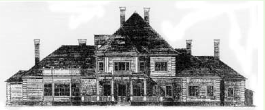
Дом Александра Торлецкого (не сохранился)

Александр Иванович Торлецкий — считается первым девелопером в России, основателем Новогиреево и последним известным представителем этой ветви Торлецких (1885 — ~1934), сын Ивана Александровича Торлецкого. В 1909 году подпоручик 18-го полевого сапёрного батальона, участник Белого движения, в 1920 г. офицер понтонного батальона, и 18-го сапёрного батальона, полковник, во ВСЮР, эмигрировал в Югославию в 1922 году. Умер А. И. Торлецкий после 1934, в г. Башка на острове Крк .
В 1905 году землевладелец Александр Торлецкий построил на собственных землях первый в истории отечественной урбанистики поселок с централизованным планом. Прямо в Новогиреевском лесу прорубили просеки и проспекты и на небольших земельных участках построили индивидуальные дома. Одни, деревянные, были предназначены для временного летнего проживания, другие, каменные, — для круглогодичного проживания. В поселке открылась школа, телефонный узел, телеграф, почта, пожарное депо и железнодорожная станция, откуда можно было за 20 минут добраться до Курско-Нижегородского вокзала. От станции к особнякам и от особняков к станции жителей доставляли на конном трамвае. Вдоль проспектов, которые носили названия: Княжеский, Графский, Баронский и т. д. — установили скамейки, улицы осветили электрическим светом, а в дома подвели воду и телефон. Кроме того, большое внимание уделялось общественной инфраструктуре и безопасности, поселок находился под круглосуточной охраной. В 1906 году издали рекламную брошюру, в которой рассказывалось о невероятно выгодных условиях покупки участков с домами и без. Потенциальные клиенты могли рассчитывать на покупку земли в рассрочку на десять лет под 5 процентов годовых. В 4500 золотых рублей обошёлся бы участок с подведёнными коммуникациями, а в 7000 — участок с каменным домом, что на наши деньги 6 и 9 миллионов соответственно. Капиталовложения Торлецких даром не пропали. Все участки в поселке распродали всего за год. Среди покупателей оказались представители правления железной дороги и расположенных поблизости предприятий. Поскольку заводы были в основном прусские, то здесь поселилось немало иностранцев. Из-за этого посёлок прозвали Немецкой слободой.

Лето 1907 года было последним моим привольным летом … <…> Вместе с тем это было и последним летом в Гирееве. Старик Терлецкий выделил сыну часть своего имения, так называемое Новое Гиреево. Молодой хозяин прорубил в вековом лесу просеки, нагнал плотников и стал спешно воздвигать дачи, дабы поправить финансовые дела, в достаточной мере расшатанные беспечностью своего отца. Старинная барская усадьба стала быстро превращаться в подмосковную дачную местность. Девственный лес начал беспардонно оскверняться клочками грязной газетной бумаги, пустыми консервными банками, яичной скорлупой, битыми бутылками и прочими следами человеческой «культуры». Огромные задумчивые пруды, которые были некогда выкопаны пленными турками, захваченными Суворовым и Румянцевым, были разбужены беспрерывным визгом купающихся и пьяными песнями катающихся на лодках.

Из воспоминаний Бахрушина Ю. А

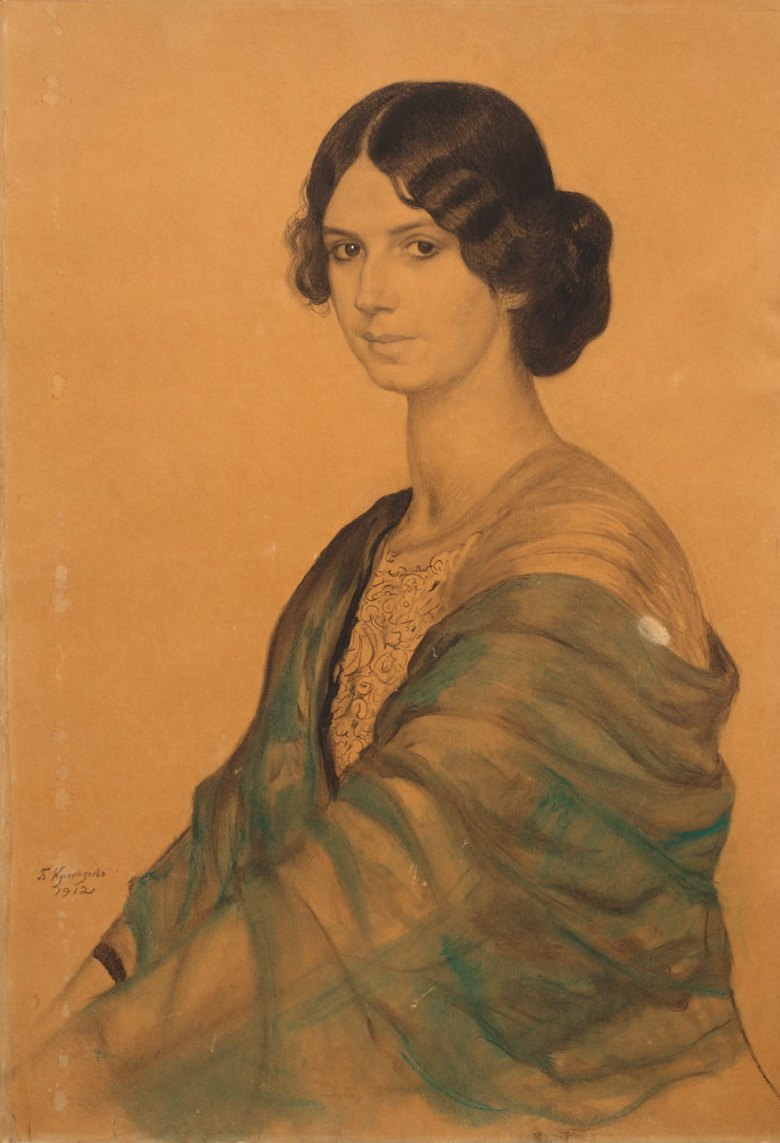
Мария Торлецкая «Портрет госпожи Т.» — Борис Кустодиев — 1912

Александр Иванович был женат на дочери известного русского оперного певца Ивана Васильевича Ершова — Марии Ершовой. Детей у них не было. По другим данным Александр был женат во второй раз, после чего имел детей. Александр знал Петра Ильича Чайковского, Александра Зилоти, Фелию Литвин. Был учеником известного композитора Николая Черепнина.
Мария Ивановна Ершова обладала прелестной внешностью, большой общительностью и острой наблюдательностью. Её много рисовал Борис Кустодиев, а так как она с детства проявляла хорошие способности к рисунку, особенно к карикатуре, то бывало, что Кустодиев давал ей кое-какие советы. Получив среднее образование, она всеми помыслами устремилась к драматическому искусству, скончалась в возрасте 22 лет от туберкулёза лёгких в конце 1915 года.
ПослеОктябрьской революцииАлександру удалось бежать в Хорватию вместе со своей матерью. По всей видимости в 1914 году был в Париже на балетных сезонах Дягилева, о чём говорит его переписка с Николаем Черепниным, упоминая «Павильон Армиды». (По другой версии встреча была в Москве). Одно из последних писем от него датируется 12 ноября 1922 года в переписке с женой композитора Николая Черепнина — Марией Бенуа:

«Старый ученик», как напоминает о себе А. И. Торлецкий из Загреба 12 ноября 1922 года, зять знаменитого певца (исполнителя героических теноровых партий в операх Вагнера на сцене Мариинского театра) И. В. Ершова, похоронивший жену: «Много воды утекло со времени нашего последнего свидания весной 1914… При перевороте я спасся, но потерял все… Передо мной страшная пропасть полной нищеты… мать угасает от голода и холода… работу найти не могу… Если Вы сами не можете мне помочь, попросите за меня других. М. б. Фелия Литвин захочет поддержать мужа „Зигфридовой дочки“, м. б. Прокофьев (мамин родственник через Екатерину Григорьевну Раевскую), м. б. Саша Зилоти… В руки Ваши передаю жизнь бывшего Вашего ученика Шурика… Зная „Павильон Армиды“, нельзя не верить в доброту, широту и чистоту его автора» (P.S.S). Судя по позднейшей переписке матери Торлецкого, баронессы фон Штепель, с М. А. Черепниной, последняя какую-то помощь организовала. Это только один из многих сюжетов, одна судьба.— Людмила Корабельникова «Александр Черепнин: Долгое странствие», тип. «Языки Русской культуры», Москва, 1999, стр. 77

## Василий Александрович Торлецкий
1868—1930

## Галерея

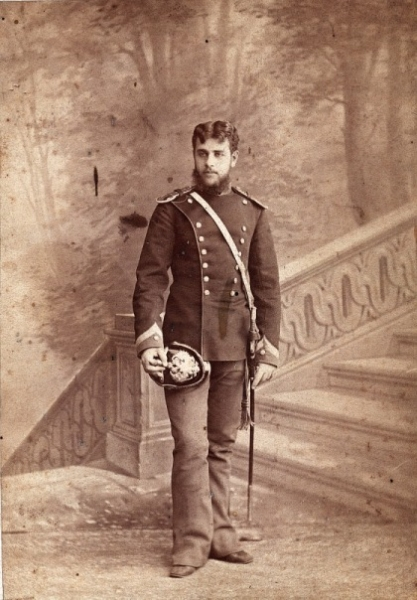
И. А Торлецкий. Фото И. Дьяговченко, Москва, 1880 г.
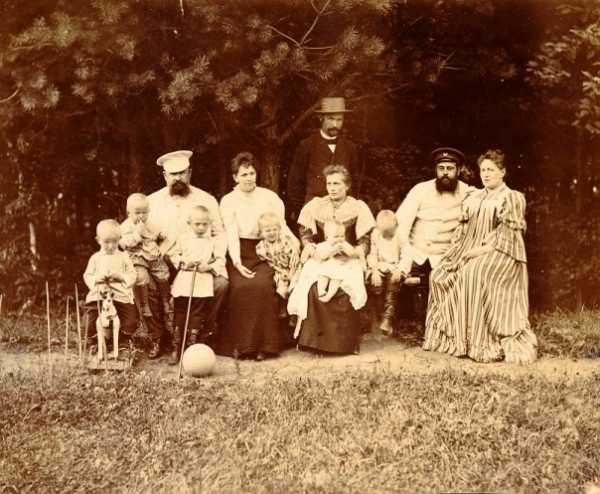
1894 год. Семейство Петра Степановича и Анастасии Ивановны Файдыш с детьми, Иван Александрович Торлецкий и Мария Степановна Воронина
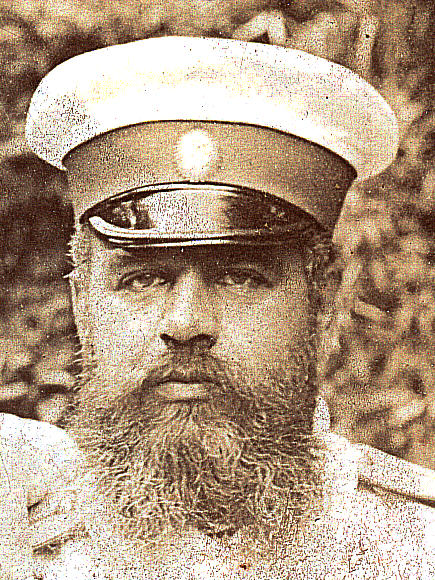
1900. Иван Александрович Торлецкий. Фрагмент фотографии
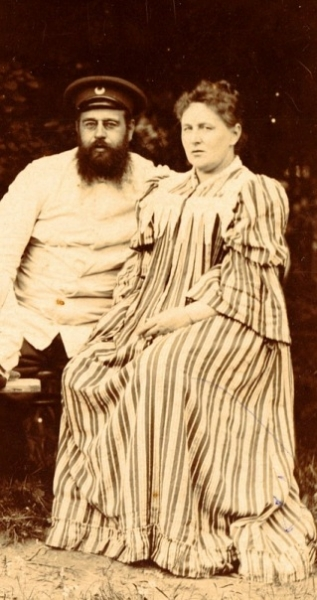
Иван Александрович Торлецкий и Мария Степановна Воронина фрагмент фото
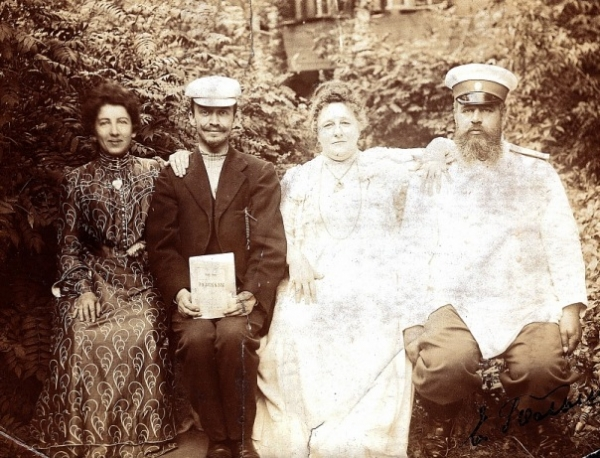
Гости в имении Торлецких в Старом Гирееве 1899-1900
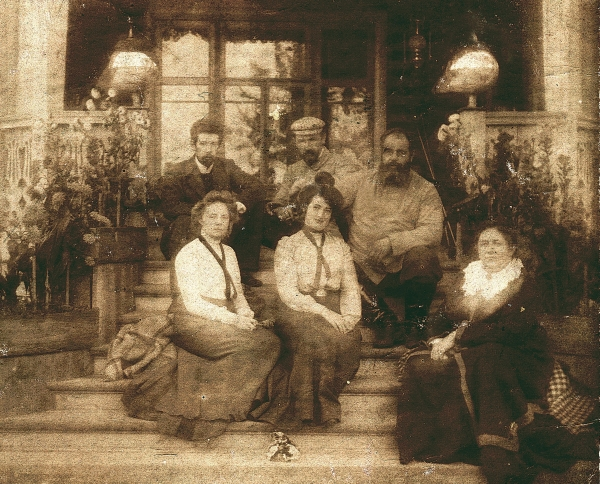
В Осеченке (имение Торлецких под Петербургом). На переднем плане Мария Степановна, рядом Иван Александрович Торлецкий, в центре - известный художник двоюродный брат И. А. Торлецкого - Дмитрий Иосифович Киплик с супругой, управляющий имением в Осеченке - Дмитрий Васильевич Белов с супругой.
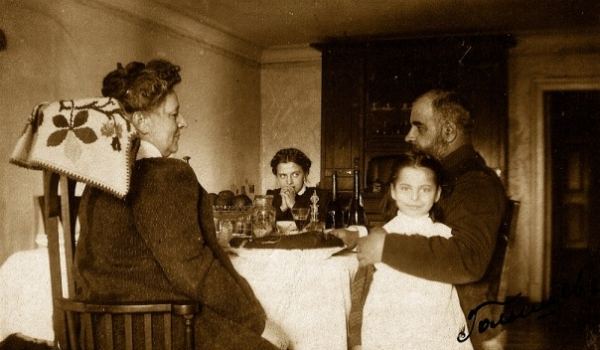
В гостях у Марии Степановной Ворониной - Иван Александрович Торлецкий Москва, 1908

### Настоящее время
Торлецкий Сергей Александрович, спортивный психолог, консультант.
Книга: День страха — эта книга о страхе. Или во множественном числе — о страхах.
Или ещё шире — о том, что знакомо каждому — о страхах, тревогах, беспокойствах.
И об их тяжелых формах и последствиях, с которыми трудно справиться в одиночку.
Автор: психолог Торлецкий Сергей. Скачать или читать книгу.